# Ainata
Ainata est une localité du Liban, situé à 108 km de Beyrouth. Officiellement Ainata est rattaché au district de Baalbek.
Son altitude est de 1 620 m, et Ainata est parfois considéré comme le lieu habité le plus haut du Liban, bien que Bekaa Kafra (en) soit plus élevé en réalité.
Ainata est un village qui a su tirer son potentiel dans son agriculture. En effet, le petit village libanais est réputé dans tout le pays pour la qualité des fruits qui y sont produits et notamment les pommes et poires.